# Manfred Grabler
Manfred Grabler (* 27. Mai 1947 in St. Johann im Pongau) ist ein ehemaliger Skirennläufer aus Österreich, der für den australischen Skiverband startete. Seine Spezialdisziplin war die Abfahrt.

## Biografie
Grabler wanderte 1969 nach Australien aus und schloss sich dem australischen Skiverband an. Später kehrte er wieder nach Österreich zurück, startete aber weiterhin für Australien. Seine ersten Punkte im Weltcup erreichte er am 18. Dezember 1973 in der Abfahrt von Zell am See. Hinter dem Österreicher Karl Cordin und dem Schweizer Roland Collombin belegte er zeitgleich mit Peter Feyrsinger und Josef Walcher den dritten Platz. Dies blieb auch sein bestes Weltcupresultat. Im Januar 1974 kam er in Garmisch-Partenkirchen auf den neunten Rang und wurde in der Saison 1973/74 Zwölfter im Abfahrtsweltcup. Bei den Weltmeisterschaften 1974 in St. Moritz wurde er Sechster in der Abfahrt, im Riesenslalom fiel er im ersten Durchgang aus. In der Saison 1974/75 kam er in den Abfahrten von Val-d’Isère, St. Moritz und Garmisch-Partenkirchen ebenfalls unter die besten zehn und belegte im Abfahrtsendklassement Rang 13. Ab 1975 nahm er an Profiskirennen in den Vereinigten Staaten teil. Danach stieg Grabler in die Modebranche ein und gründete 1981 ein Fachgeschäft für Werbetextilien.

## Erfolge

### Weltmeisterschaften
- St. Moritz 1974: 6. Abfahrt

### Weltcup
- Ein Podestplatz, weitere viermal unter den besten zehn